# Little Big Adventure
Little Big Adventure (conhecido como Twinsen's Adventure no Brasil) é um jogo eletrônico de ação e aventura, desenvolvido pela Adeline Software International e publicado pela Electronic Arts (Europa) e Activision (América do Norte, Asia e Oceânia). Little Big Adventure teve mais de 400.000 cópias vendidas em todo o mundo e ganhou uma seqüência: Little Big Adventure 2 (Conhecido no Brasil como Twinsen's Odyssey).
O jogo foi posteriormente reescrito para PlayStation e lançado no Japão e Europa em 1996 e 1997, respectivamente. Em 2014, ele teve uma versão desenvolvida para Android e iOS.

## Jogabilidade
O jogo possui uma perspectiva isométrica pseudo 3D (o campo de jogo é rodado 45 graus). Todos os personagens e veículos do jogo, incluindo alguns itens estáticos, são formados por polígonos 3D, permitindo total rotação e movimentos. Durante o jogo, são inseridos diversas sequências de vídeo.
O personagem principal, Twinsen, controlado pelo jogador, possui 4 diferentes comportamentos (normal, esportivo, agressivo e discreto), cada um com diferentes características e utilidades. Além disso, Twinsen possui um inventário, onde armazena itens que podem ser usados posteriormente.
O jogo se enquadra no gênero de aventura em tempo real. Ele combina algumas sequências de jogos de ação, puzzles e RPG. A jogabilidade é realtivamente livre, permitindo que o jogador possa viajar entre as ilhas (e por dentro delas) que vão sendo "descobertas" no decorrer da história. Além disso, há diversas tarefas opcionais e não-lineares. Algumas áreas são inicialmente bloqueadas, devendo o jogador completar alguns estágios para conseguir acesso, como as ilhas do Hemisfério Norte e as fortalezas de algumas ilhas do Hemisfério Sul.

## História
Twinsen é um habitante comum de Citadel Island (Ilha da Fortaleza, em Português), no longínquo planeta Twinsun. O prólogo do jogo conta um pouco sobre a história do planeta e da chegada ao poder do tirano ditador Dr. Funfrock, que com avançadas técnicas de clonagem e teletransporte, conseguiu oprimir a população, fazendo seguirem suas regras.
O objetivo de Funfrock era se apossar dos poderes de Sendell, deusa do planeta, que habita seu núcleo. É aí que entra Twinsen na história, ele tem sonhos premonitórios da destruição do planeta se esses poderes fossem violados. Esses sonhos estão ligados a ele de acordo com uma antiga lenda que diz que o herdeiro da deusa usaria os poderes de artefatos mágicos para salvar o mundo de um tirano. Ao descobrir sobre esses sonhos, Funfrock manda prender Twinsen em um hospício e proíbe qualquer menção à lenda.

## Introdução do jogo
| “ | Twinsun é um planeta muito recente, localizado numa galáxia muito remota. Movido por uma lenta rotação por si mesmo, este é um mundo estabilizado entre dois sóis. No equador, se formou uma grande cadeia montanhosa que dividiu o planeta em dois hemisférios, iluminado cada um por um sol. O hemisfério Norte é o mais quente e seco, tendo um tom alaranjado. Mas a exceção era o cinto glacial, que tinha um clima mais fresco. A existência de vida neste superfície era mais favorável. Após alguns séculos surgiram 4 espécies: Os Bouboules, os Lapichons, os Quetches e os Grobos. Até a pouco tempo, estas espécies viviam em hamornia, até o aparecimento de um tirano: o Dr. FunFrock. Desde que FunFrock tomou o poder, a população tem vivido sob um reinado ditador. O tirano implantou um estado policial onde ele é respeitado e unipresente. Ele é muito poderoso e controla as pessoas com um punho de ferro, por ter a sua disposição duas armas de alta tecnologia que asseguram seu poder: a clonagem e a teletransportação. A partir de um modelo de cada espécie, ele duplica infinitos soldados servos. Podendo logo aparecer instantaneamente, graças a uma rede de teletransportes que cobrem todo o planeta. Alguns anos atrás, Dr. FunFrock reagrupou os habitantes do planeta para o hemisfério sul, usando como disfarce que estaria protegendo a população. A repressão é severa. Diariamente cada vez mais presos, as pessoas começam a perder lentamente sua esperança de liberdade. Para conservar a esperança, as pessoas evocam uma antiga lenda, assim como o nome de uma deusa: Sendell. E por isso estas crenças estão proibidas pelo Dr. FunFrock. Durante este tempo, um jovem quetch chamado Twinsen tem tido sonhos estranhos... | ” |

## Personagens
| Personagem | Descrição |
| ---------- | --- |
| Twinsen    | O herói, é o personagem principal do game. Ele tem sonhos premonitórios da destruição do seu planeta, esses sonhos estão ligados a ele de acordo com uma antiga lenda que diz que o herdeiro da deusa usaria os poderes de artefatos mágicos para salvar o mundo de um tirano. |
| Zoé        | Zoé é raptada por FunFrock, pois é acusada de ser cúmplice do prisioneiro Twinsen. Logo, o herói deve começar a caçada em busca de sua amada. |
| Dino-Fly   | Dragão voador do Twinsen, ele diz que estava esperando o herdeiro (que é Twinsen) durante séculos. Ele ajuda Twinsen chegar a outras ilhas do hemisfério norte de Twinsun. |
| Sendell    | É a deusa de Twinsun. |
| Baldino    | O Grobo inventor mais notável de Twinsun, é de grande ajuda para Twinsen. |
| FunFrock   | É o vilão do jogo, Ditador de Twinsun que controla o planeta por meio de três poderes: a clonagem, o teletransporte ea criação de mutantes. Seu verdadeiro objetivo é sugar a Energia de Sendell, a deusa do planeta.                                                          |